# Condado de Jefferson (Kansas)
O Condado de Jefferson é um dos 105 condados do estado americano de Kansas. A sede do condado é Oskaloosa, e sua maior cidade é Valley Falls. O condado possui uma área de 1 442 km² (dos quais 54 km² estão cobertos por água), uma população de 18 426 habitantes, e uma densidade populacional de 13 hab/km² (segundo o censo nacional de 2000). O condado foi fundado em 25 de agosto de 1855.